# 拉緬斯科耶土星足球會
拉緬斯科耶土星足球會（英語：FC Saturn Ramenskoye）是俄罗斯职业足球俱乐部，位于首都莫斯科郊区的拉明斯克。球队也称之为莫斯科州土星足球俱乐部，俱乐部成立于1946年，昵称是「外星人」（俄語：инопланетяне）定位于球队的队名土星。在1946–1957年，球队称之为苏维埃之翼（Krylya Sovetov），1958–1959年期间称之为劳动（Trud），而2002年2月至2004年1月之间称作土星。
球隊是俄羅斯足球超級聯賽的常客，但在2011年1月，球队由于巨额财务问题而宣布解散。其後在 2013–14 球季球隊重建，重新在職業聯賽中角逐。